# Våxbergssjön
Våxbergssjön är en sjö i Borås kommun i Västergötland och ingår i Viskans huvudavrinningsområde.